# Valdevimbre (kommunhuvudort)
Valdevimbre är en kommunhuvudort i Spanien.   Den ligger i provinsen Provincia de León och regionen Kastilien och Leon, i den nordvästra delen av landet, 270 km nordväst om huvudstaden Madrid. Valdevimbre ligger 811 meter över havet och antalet invånare är 1 089.
Terrängen runt Valdevimbre är platt. Runt Valdevimbre är det ganska glesbefolkat, med 26 invånare per kvadratkilometer. Närmaste större samhälle är Valencia de Don Juan, 16,3 km sydost om Valdevimbre. Trakten runt Valdevimbre består till största delen av jordbruksmark.